# Lucus Angitiae
Lucus Angitiae, actualment Luco, va ser un lloc a la riba de la banda oest del Lacus Fucinus, al territori dels marsis.
Originàriament era un santuari dedicat a la deessa Angítia que va acabar convertint-se en una ciutat anomenada inicialment Angitia i després es va dir Lucus Angitiae, que va arribar a municipi. En parla Plini el Vell, que anomena als seus habitants lucenses, i diu que era un municipi amb magistrats locals propis.
Les ruïnes es poden veure a 1 km al nord de la moderna Luco, on hi ha les restes d'uns murs que segurament pertanyien al períbol del temple. Hi havia uns banys famosos.